# Apodachlya
Apodachlya — рід грибів родини Leptomitaceae. Назва вперше опублікована 1883 року.

## Класифікація
До роду Apodachlya відносять 7 видів:
- Apodachlya brachynema
- Apodachlya completa
- Apodachlya minima
- Apodachlya pirifera
- Apodachlya punctata
- Apodachlya pyrifera
- Apodachlya seriata